# Bohuslav Pavlů
Bohuslav Pavlů (5. října 1922 Litava – 17. května 1950 Račice) byl český protikomunistický odbojář, který byl zastřelen při razii v obci, kde se skrýval.
Narodil se v roce 1922 v Litavě. V mládí studoval na obchodní akademii, přičemž během druhé světové války se skrýval před úřady, aby nebyl nuceně nasazen k práci pro Říši. Po konci války se stal tajemníkem pobočky národněsocialistické strany v Žatci. Po komunistickém převratu se zapojil do protikomunistického odboje, přičemž se stal agentem americké zpravodajské služby CIC. Posléze byl zadržen a několik měsíců držen ve vězení. Když měl nastoupit povinnou vojenskou službu, rozhodl se před úřady ukrývat na Vysočině. V době své smrti se ukrýval v obci Račice. Dne 17. května 1950 byla v obci podniknuta razie, při níž byl Pavlů zastřelen. Měl jednoho nevlastního bratra. Ve Žďáru nad Sázavou byla k uctění jeho památky v roce 1993 instalována pamětní deska.